# Thomas Dubiez
Pour les articles homonymes, voir Dubiez.
Thomas Dubiez, né le 5 mai 1980 à Lons-le-Saunier, est un joueur professionnel français de basket-ball. Il mesure 1,95 m et évolue au poste d'arrière.
il Est Le Beau-Frere De Miloud Doubal

## Clubs
- 1996 - 1999 :  Centre fédéral (Nationale 1)
- 1999 - 2001 :  Chalon-sur-Saône (Pro A)
- 2001 - 2004 :  Rueil Pro Basket (Pro B)
- 2004 - 2008 :  Basket Club Maritime Gravelines Dunkerque Grand Littoral (Pro A)
- Janvier 2009 :  Olympique d'Antibes Juan-les-Pins (Pro B)
- Février à juin 2009 :  Besançon Basket Comté Doubs (Pro A)
- 2009 - 2010 :  JL Bourg Basket (Pro B)
- 2010 - 2016 :  Boulazac Basket Dordogne (Pro A)-(Pro B)

## Palmarès
- Vainqueur de la Coupe de France 2005
- Finaliste de la Coupe Saporta en 2001